# Muel, Ille-et-Vilaine

Muel este o comună în departamentul Ille-et-Vilaine, Franța. În 1 ianuarie 2022 avea o populație de 912 de locuitori.